# 별선두리왕나비

별선두리왕나비(common tiger)는 왕나비아과의 나비이다. 한반도에서는 남부 지방에 정착하여 살게 된 미접으로, 아프리카와 인도, 아시아에 널리 분포한다. 몸통은 북미의 제왕나비와 닮았다.

## 사진

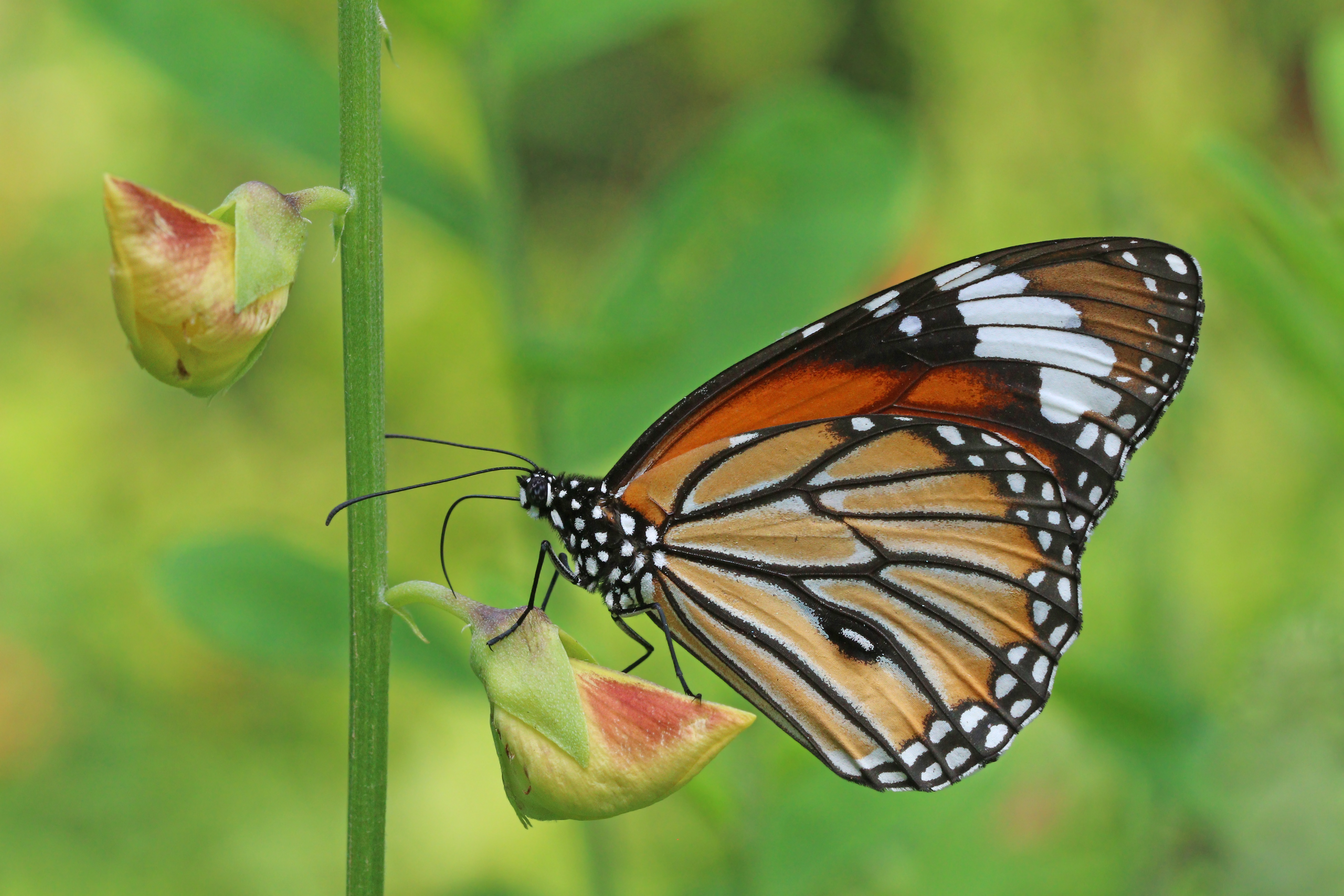
수컷 옆면
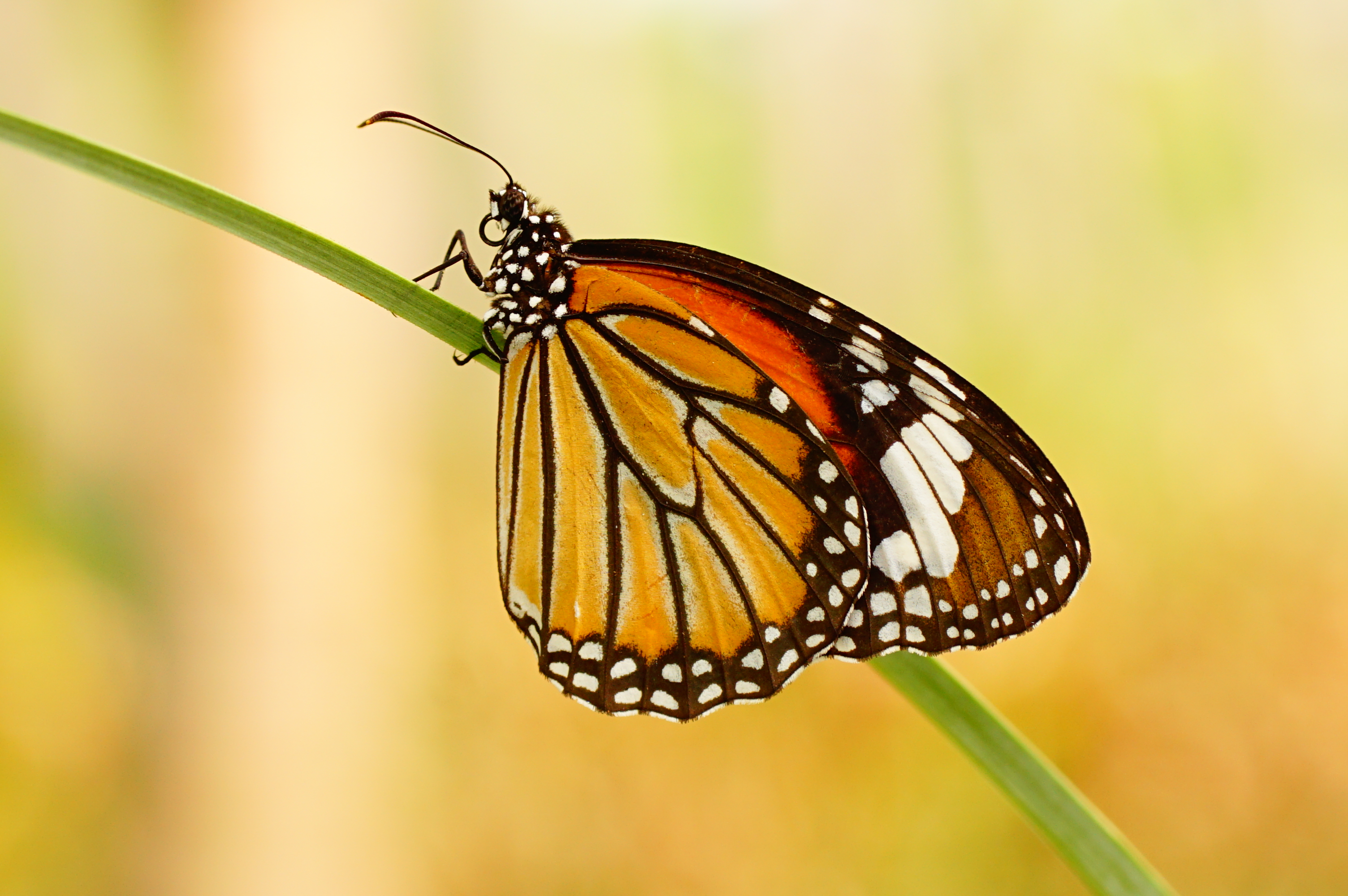
암컷 옆면
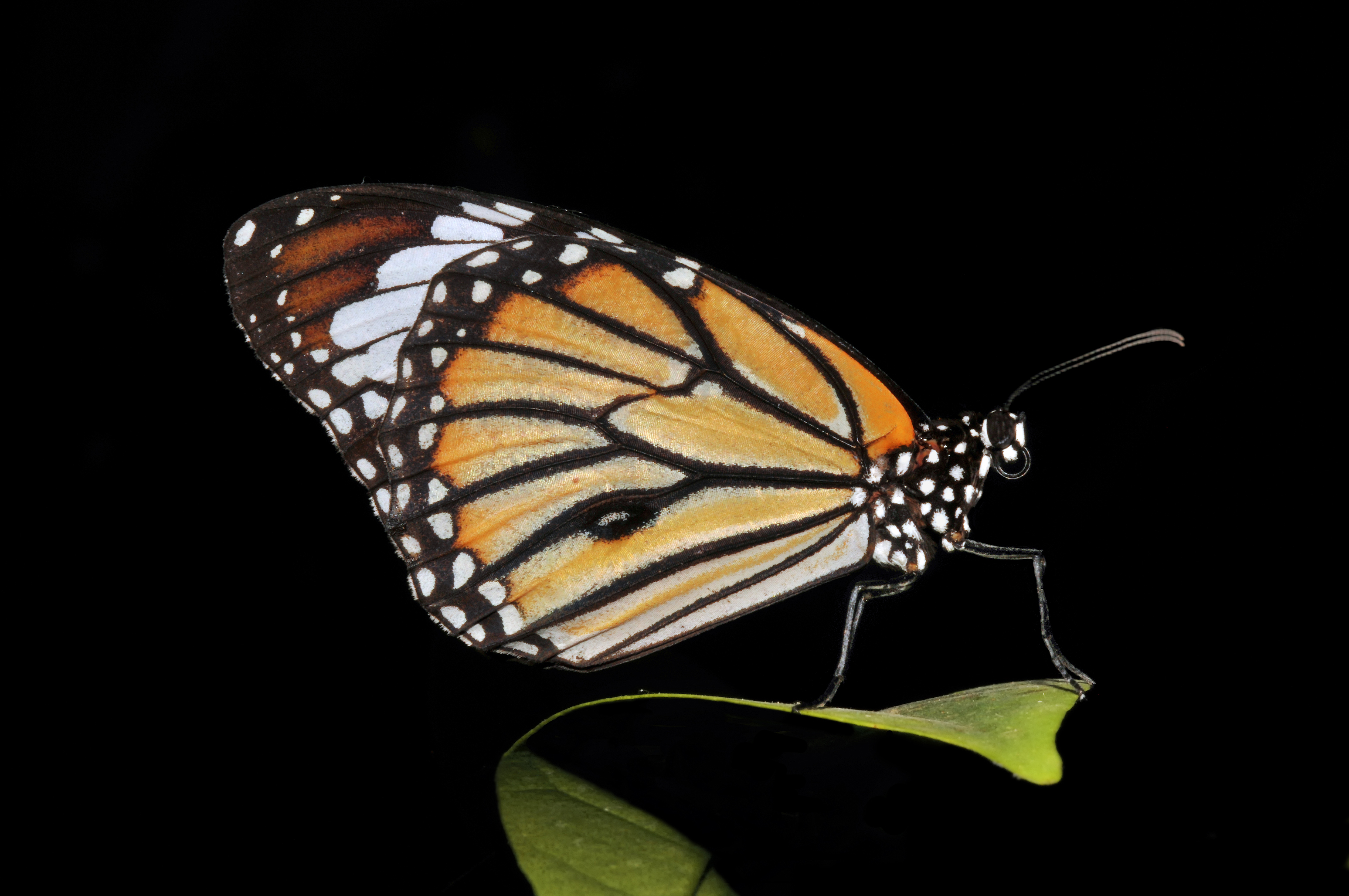
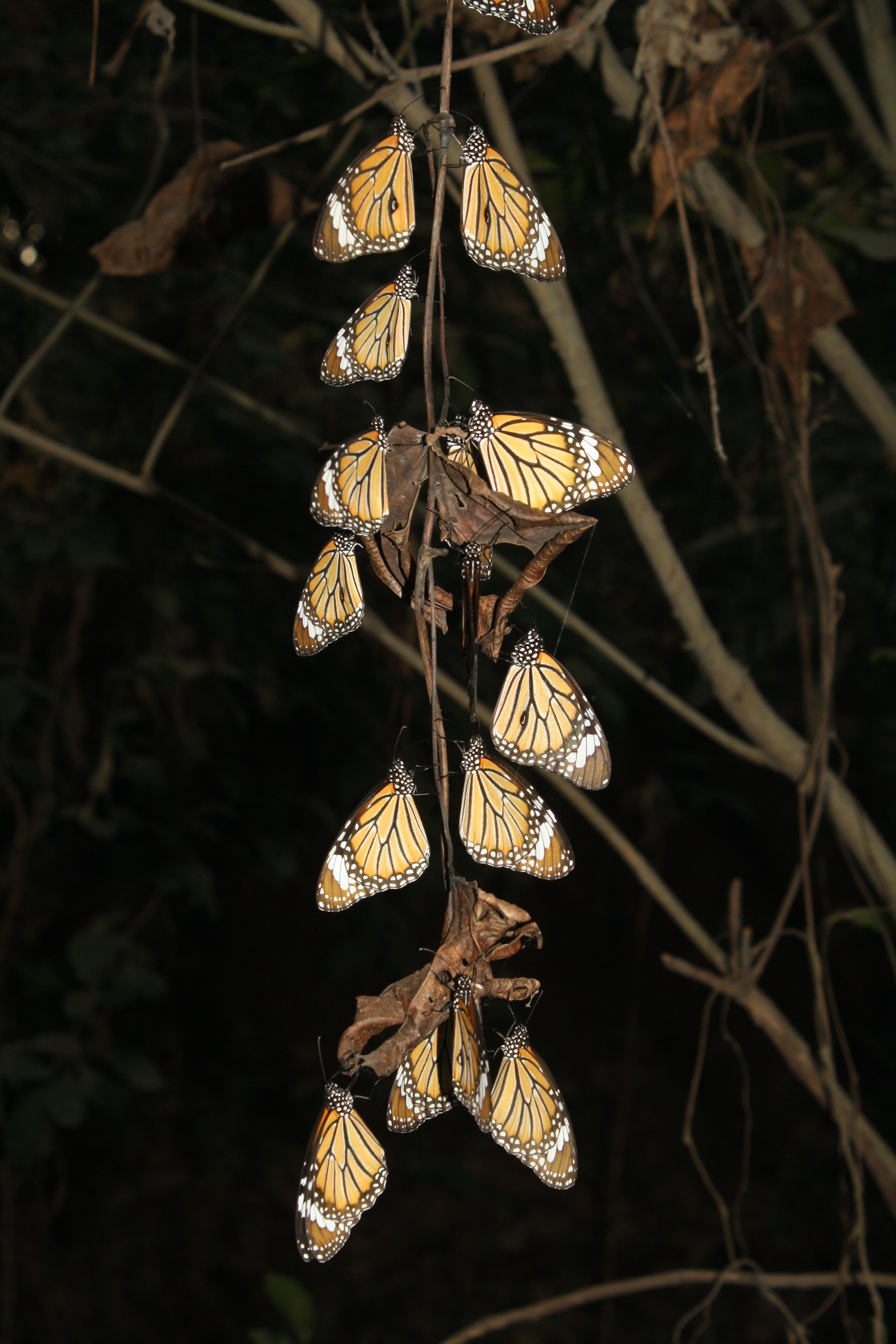
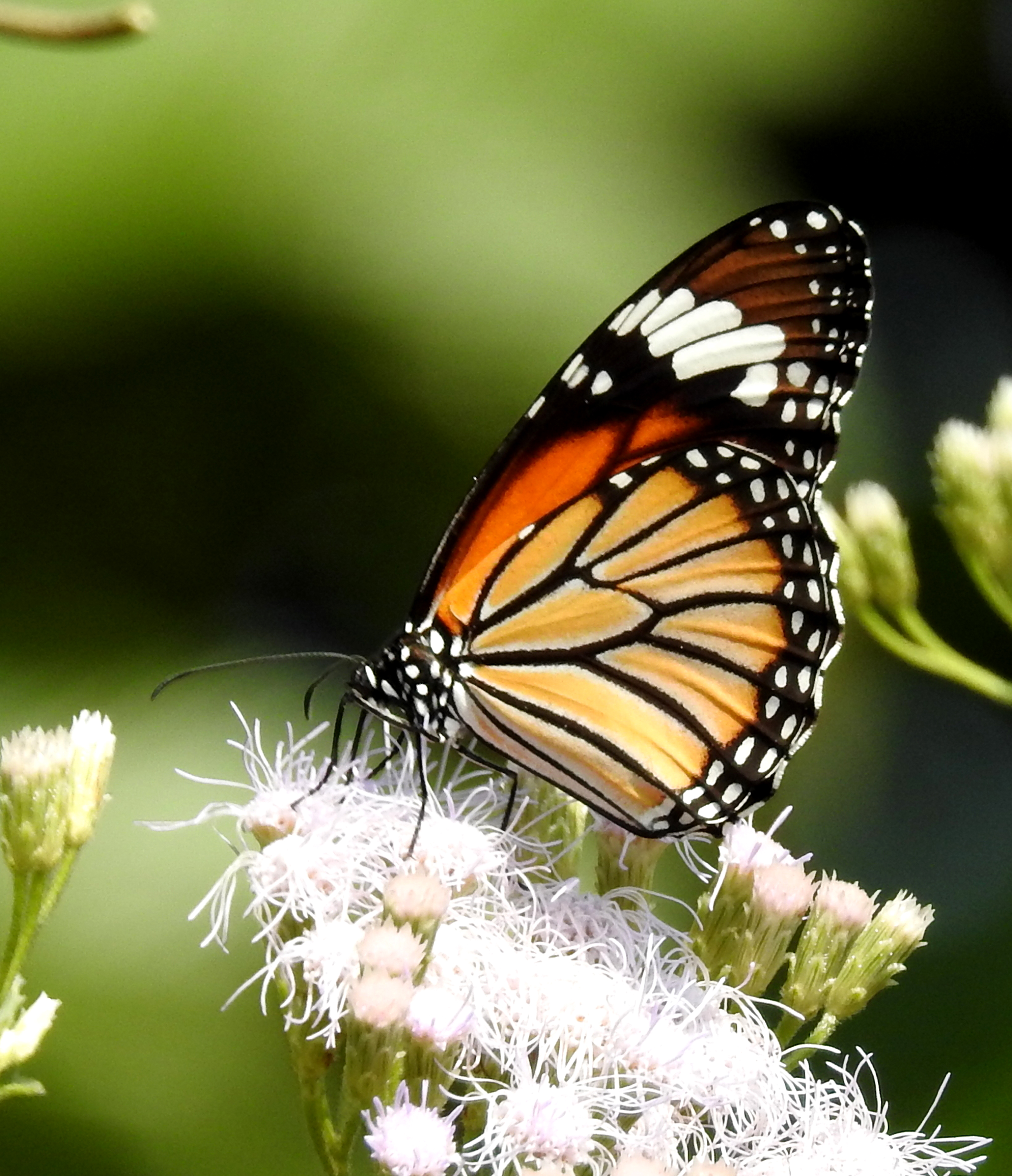
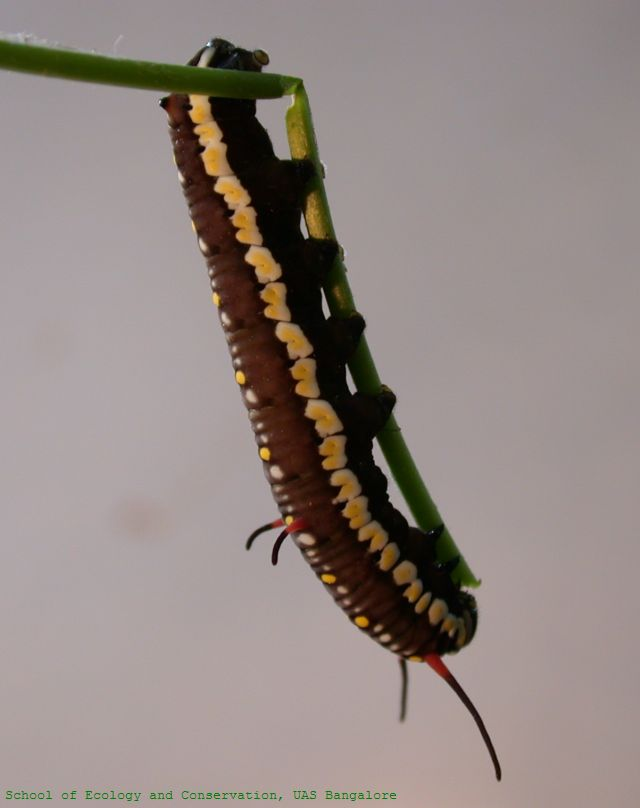
애벌레
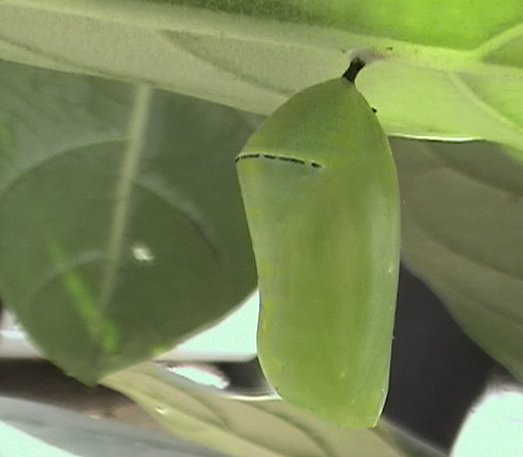
번데기
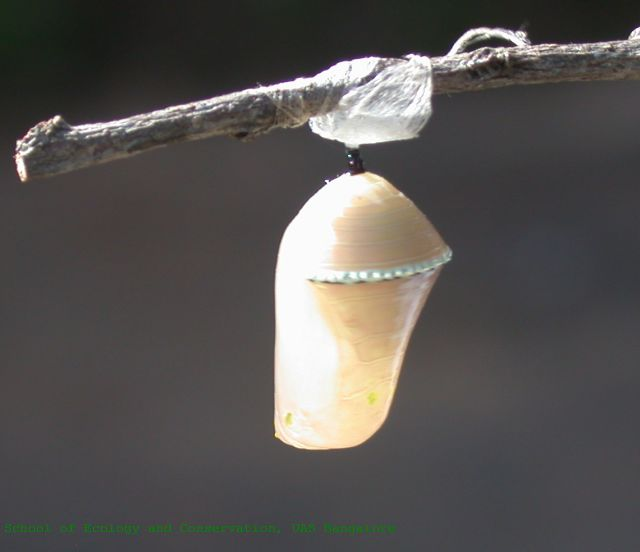
번데기

## 같이 보기
- 왕나비아과
- 네발나비과